# Grevenkop
Grevenkop est une commune allemande du Schleswig-Holstein, située dans l'arrondissement de Steinburg (Kreis Steinburg), à neuf kilomètres au sud de la ville d'Itzehoe. Grevenkop est l'une des dix communes de l'Amt Krempermarsch dont le siège est à Krempe.